# لويز ديكنسون ريتش
لويز ديكنسون ريتش (بالإنجليزية: Louise Dickinson Rich)‏ هي كاتِبة أمريكية، ولدت في 14 يونيو 1903، وتوفيت في 9 أبريل 1991.